# Kourtney and Khloé Take The Hamptons
Kourtney and Kim Take The Hamptons es una serie de telerrealidad estadounidense que se estrenó en E! el 2 de noviembre de 2014. La serie es el cuarto programa derivado de Keeping Up with the Kardashians, después de Kourtney and Kim Take Miami, Kourtney and Kim Take New York y Khloé & Lamar. El programa contó con las hermanas Kourtney y Khloé Kardashian, quienes abrieron una sucursal para DASH en The Hamptons en Long Island, Nueva York.
La boutique DASH de las Kardashians abrió como una tienda emergente para el verano en el icónico Jobs Lane en Southampton Village. La familia alquiló una casa en una península en la aldea de Hamptons en el Mar del Norte.

## Elenco
- Kourtney Kardashian
- Khloé Kardashian
- Scott Disick

## Episodios
| Temporada | Temporada | Episodios | Episodios | Emisión original       | Emisión original   |
| Temporada | Temporada | Episodios | Episodios | Primera emisión        | Última emisión     |
| --------- | --------- | --------- | --------- | ---------------------- | ------------------ |
|           | 1         | 10        | 10        | 2 de noviembre de 2014 | 4 de enero de 2015 |